# August Frederik Beutler
August Frederik Beutler, auch August Friedrich Beutler (* etwa 1728 oder 1720 in Dinkelsbühl; † in Kapstadt, Südafrika), war ein deutscher Forschungsreisender im heutigen Südafrika.

## Biographie
August Frederik Beutler wurde um 1728 in Dinkelsbühl geboren. Über seine Kindheit und Ausbildung ist nichts bekannt. Ab 1747 war er zunächst als Sergeant und ab 1749 als Ensign (deutsch: Fähnrich, Nepali: Vaandrig) im Dienst der Niederländischen Ostindien-Kompanie tätig. In deren Auftrag führte er vom 29. Februar bis November 1752 eine Entdeckungs- und Forschungsexpedition durch, die ihn von Kapstadt bis in die Nähe des heutigen Butterworth führte. Beutlers Auftrag bestand darin, die entlang der Route lebenden Stämme zu erforschen und unter anderem die Möglichkeit der Aufnahme von Handelsbeziehungen im Interesse der Niederländischen Ostindien-Kompanie zu erkunden.
Über den Umfang von Beutlers Expedition geben seine Aufzeichnungen Auskunft. Sein Tagebuch listet als Teilnehmer zwei Unteroffiziere, vier Korporale, einen Trommler und 30 Soldaten, den Wagenmeister Pieter Clement, den Arzt Jan Hendrik van Ellewe, einen Botaniker, einen Schmied, einen Wagner, elf Wagen und ein Boot zum Überqueren breiterer, zu Fuß unpassierbarer Flüsse auf.
Begleitet wurde Beutler außerdem von dem Landvermesser und Kartographen Carel David Wentzel, dem Naturforscher Hendrik Beneke und dem offiziellen Tagebuchschreiber Carel Albregt Haupt. Auf ihrer Reise überquerten sie den Great Fish River und folgten Pfaden, die von Jägern und Wild markiert worden waren. Sie drangen in das Land der Xhosa bis zum Qora River im heutigen Ostkap vor. Beutler errichtete Stelen in der St. Francis Bay und in der Algoa Bay, um die Landnahme im Auftrag der Niederländischen Ostindien-Kompanie anzeigen und mutmaßliche Bemühungen der Franzosen, die Küste zu kolonisieren, zu vereiteln.
Am 14. August wurden in der Nähe des heutigen Cradock Felszeichnungen der San gefunden.
Beutler verfasste nach seiner Rückkehr einen umfassenden Bericht über seine Pionierexpedition, der erstmals 1896 von dem Historiker George McCall Theal und 1922 von dem niederländischen Historiker Everhardus Cornelis Godée Molsbergen veröffentlicht wurde.

## Benennungen
Vaandrigsdrif westlich von Swellendam und Bottelierskop in der Nähe von Klein-Brakrivier wurden nach Beutler benannt, wobei Bottelier eine Verfälschung seines Namens und Vaandrig das niederländische Wort für Fähnrich ist.

## Familie
Beutler heiratete Anna Magdalena van den Heever am 4. Januar 1750 in Kapstadt. Sie war die Tochter von Pieter Petersen van den Heever (1705 Husum, Schleswig-Holstein – 1767 Kapstadt) und Johanna Bockelenberg (* um 1708), die am 23. Juni 1726 in Kapstadt geheiratet hatten.